# Rope skipping
Rope skipping is een omstreeks 1960 ontwikkelde sport die haar oorsprong heeft in het eeuwenoude touwtjespringen. Rope skipping is een sport die zowel individueel als in teamverband beoefend kan worden. Beoefening kan plaatsvinden in recreatief verband, als demonstratie-  en als competitiesport.

## Geschiedenis
Touwtjespringen is al duizenden jaren oud. De eerste vormen van wat wij nu Rope Skipping zouden noemen, kwamen al voor in het oude Griekenland, waarbij men over een houten roede of stick moest springen. In de jaren vijftig van de twintigste eeuw begonnen sommige atleten het touwtjespringen als conditietraining te gebruiken. Omstreeks 1960 werden de oefeningen uitgebreid door een aantal trainers en sportmensen, onder wie Frank Prentup, Paul Smith en Richard Cendali. De huidige vorm van Rope Skipping werd ontwikkeld door Cendali in Boulder, Colorado. In 1983 stichtte Cendali de International Rope Skipping Organization (IRSO). In 1993 werd de Europese European Rope Skipping Organization (ERSO) gesticht. België is in Europa een belangrijk land voor deze sport.

## Vormen
Rope skipping is de verzameling van een reeks verschillende vormen van touwspringen. In essentie is elke bewegingsvorm op basis van een springtouw een vorm van rope skipping.
De sport kent twee onderdelen: Speed en Freestyle. Bij het onderdeel speed komt het aan op pure snelheid en uithoudingsvermogen waarbij je stilstaand moet lopen. Bij speed wordt alleen de rechtervoet geteld. Bij de freestyle (bestaande uit single rope en double dutch) moeten alle aspecten van het Rope Skipping zo creatief mogelijk, met ondersteuning van muziek, in een vrije oefening samengevoegd worden. In teamverband bestaat een team uit minimum 4 personen, in een demoteam daarentegen kunnen er wel 24 in een team. Denk maar aan een vrije oefening zoals bij het turnen voor vrouwen of een kuur bij het schaatsen, maar dan uitgevoerd met een of meerdere touwen.
Een aantal bijzondere vormen zijn:
- Single Rope: alleen springen in één touw van normale grootte.
- Double Dutch: bij Double Dutch zijn er twee draaiers die twee touwen alternerend ronddraaien. In de touwen bevinden zich één of meerdere springers.
- Chinese Wheel: Bij deze variant doen minstens twee personen mee, die elkaars single rope touw vasthebben. Een deelnemer draait dus niet voor zichzelf, maar wel voor de persoon of personen naast zich. Indien je aan het uiteinde staat van de reeks personen, dan draai je voor jezelf en voor de persoon naast je. De term wordt aangepast naargelang het aantal springers. Met twee springers heet het Chinese 2-wheel, met drie springers Chinese 3-wheel, met vier Chinese 4-wheel, met 5 chinese 5-wheel, met 6 Chinese 6-wheel en het gaat door tot en met 20 personen.
- 2 people 1 rope: Bij 2 people 1 rope zijn er twee personen die in 1 touw springen. Dit kunnen ze doen door samen te draaien of door 1 persoon te laten draaien en de andere te laten springen. Je draait dus niet steeds voor jezelf.
- Traveller: verschillende springers staan op een lijn zonder touw. 1 springer met touw zal al springend langs hen komen. Op het moment dat de persoon met touw je passeert zal hij je meenemen in zijn touw en moet je dus ook springen. Deze biedt vele combinaties die uitgeprobeerd kunnen worden.
- Long Rope: Long Rope is de verzamelnaam voor het springen in extra lange touwen. Deze touwen kunnen op verschillende manieren gedraaid worden. Long Rope wordt meestal uitgevoerd met meerdere touwen in demonstraties. Men vormt figuren en men draait de touwen onder en over elkaar in diverse formaties. De basisvorm voor Long Rope bestaat uit twee draaiers die een extra lang touw draaien. Hierin kunnen dan één of meerdere skippers inspringen. Er zijn verschillende formaties in Long Rope:
  - Rainbow of regenboog : Men start met het draaien van 1 zeer lang touw. 2 andere skippers hebben een iets minder lang touw vast, springen in het zeer lange touw en draaien het iets minder lange touw in dezelfde richting als het zeer lang touw. Men kan vrijblijvend meerdere, steeds kleinere touwen toevoegen die telkens worden gedraaid door 2 nieuwe skippers. Men kan eindigen met 1 persoon in single rope.
  - Het kruis : 2 lange touwen worden in een kruis gedraaid. Alle draaiers dienen in dezelfde richting te draaien. Men heeft nu verschillende mogelijkheden:
    - 1 springer springt in het midden van Het Kruis met of zonder single rope touw
    - 4 springers springen in het stuk touw tussen de draaiers en het kruis zelf
    - twee bovenstaande mogelijkheden kunnen gecombineerd worden

## Rope skipping in België
Rope skipping wordt competitief beoefenend. In België zijn er drie verschillende type competities, namelijk: individueel, team en demo. Er is ook nog het double dutch kampioenschap en een speedcontest.

### Demowedstrijd
Elk jaar wordt er een demowedstrijd georganiseerd. Bij een demowedstrijd strijden er demoteams van verschillende clubs tegen elkaar. Daarbij wordt elke vorm van rope skipping gebruikt: long rope, long double dutch, double dutch, single rope, 2 people 1 rope, chinese wheel, ... 
In 2010 werd de wedstrijd gewonnen door de Recrean Skippers Oudenaarde. Daardoor mochten ze door naar het wereldkampioenschap in Loughborough, waar ze als 2e eindigden, na winnaar Hong Kong. In 2012 won rsc Rivierenhof het wereldkampioenschap in Tampa (Florida).

### Individuele competitie
Er bestaan 3 individuele competities in België: 
- Selectiewedstrijd voor BK: de skippers die het A-label hebben gekregen van gymfed nemen deel aan deze wedstrijd in 3 onderdelen: 30" speed, 3' speed en een freestyle van 1'15". De top 15 in elk onderdeel en in elke leeftijdscategorie mag naar het BK. Hierop strijden zij om een ticket naar het EK of WK (afhankelijk van wat er dat jaar georganiseerd wordt). Er is geen algemene ranking meer sinds het werkjaar 2024-2025.
- B-masters: Hierbij mogen de springers die het B-label hebben gekregen van gymfed meedoen aan een competitie met dezelfde onderdelen als de selectiewedstrijd. Hierbij word er gestreden om de provinciale titel allround. De uiteindelijke ranking wordt bepaald met gewogen scores.
- De minimasters is een Vlaams kampioenschap voor -12 jaar

De top 3 van België sinds 1999:
- 2010-2011 - Belgisch kampioenschap
  - Heren
    - Goud - Lode D'Hollander
    - Zilver - Germer Cardon
    - Brons - Manuel Troost

  - Dames
    - Goud - Jolien Kempeneer
    - Zilver - Jolien Dingemans
    - Brons - Jolien Janssens
- 2005-2006 - Belgisch kampioenschap
  - Heren
    - Goud - Pieter Himpe
    - Zilver - Ben Hoste
    - Brons - Willem Tack

  - Dames
    - Goud - Silke De Prins
    - Zilver - Silke Vanparrijs
    - Brons - Caroline Maes
- 2004-2005 - Belgisch kampioenschap
  - Heren
    - Goud - Kristof Laenen
    - Zilver - Pieter Himpe
    - Brons - Ben Hoste

  - Dames
    - Goud - Nathalie Bortels
    - Zilver - Leen Vermeiren
    - Brons - Silke De Prins
- 2003-2004 - Belgisch kampioenschap
  - Heren
    - Goud - Kristof Laenen
    - Zilver - Loïc Mahy
    - Brons - Pieter Himpe

  - Dames
    - Goud - Sylvia Goegebeur
    - Zilver - Nathalie Bortels
    - Brons - Anneke Lemmens
- 2002-2003 - Belgisch kampioenschap
  - Heren
    - Goud - Simon Mahy
    - Zilver - Jan De Neve
    - Brons - Stijn Van der Wijst

  - Dames
    - Goud - Debby Verbeeck
    - Zilver - Sylvia Goegebeur
    - Brons - Nathalie Bortels
- 2001-2002 - Belgisch kampioenschap
  - Heren
    - Goud - Jan De Neve
    - Zilver - Tom Brasseur
    - Brons - Mathias De Jans

  - Dames
    - Goud - Sylvia Goegebeur
    - Zilver - Tine Vermeylen
    - Brons - Sarah De Hondt
- 2000-2001 -  Belgisch kampioenschap
  - Heren
    - Goud - Tom Brasseur
    - Zilver - Jan De Neve
    - Brons - Mathias De Jans

  - Dames
    - Goud - Sylvia Goegebeur
    - Zilver - Debby Verbeeck
    - Brons - Karen Dierckx
- 1999-2000 -  Belgisch kampioenschap
  - Heren
    - Goud - Pieter Himpe
    - Zilver - Stijn Bevernage
    - Brons - Mathias De Jans

  - Dames
    - Goud - Sylvia Goegebeur
    - Zilver - Tine Vermeylen
    - Brons - Anneke Lemmens

De top 3 van Europa sinds 2000:
- 2010-2011 -  Europees kampioenschap
  - Heren
    - Goud - Lode D'Hollander (BE)
    - Zilver - Germer Cardon (BE)
    - Brons - Pieter-Jan De Backer (BE)

  - Dames
    - Goud - Petra Farkas-Csomangó (HU)
    - Zilver - Natasja Govaerts (BE)
    - Brons  - ( ex aequo) Vivien Vajda (HU) & Jolien Kempeneer (BE)
- 2002 - Europees kampioenschap
  - Heren
    - Goud - Mathias De Jans (BE)
    - Zilver - Jan De Neve (BE)
    - Brons - Michael Heller (DE)

  - Dames
    - Goud - Judit Kovács (HU)
    - Zilver - Adrienn Bánhegyi (HU)
    - Brons - Debby Verbeeck (BE)
- 2000 - Europees kampioenschap
  - Heren
    - Goud - Simon Mahy (BE)
    - Zilver - Pieter Himpe (BE)
    - Brons - Mathias De Jans (BE)

  - Dames
    - Goud - Judit Kovács (HU)
    - Zilver - Adrienn Bánhegyi (HU)
    - Brons - Liv Murmark (SE)

### Team competitie
De teamcompetitie wordt onderverdeeld in verschillende leeftijdscategorieën: 
- mini's: -12jaar
- beloften: 13-15jaar
- junioren: 16-18jaar
  - open: gemengde teams, zowel meisjes als jongens
  - jongens: enkel mannelijke skippers in een team
  - meisjes: enkel vrouwelijke skippers in een team
- senioren: +18jaar
  - open: gemengde teams, zowel meisjes als jongens
  - jongens: enkel mannelijke skippers in een team
  - meisjes: enkel vrouwelijke skippers in een team

De teamcompetitie voor beloften, junioren en senioren bestaat uit het uitvoeren 4 freestyle oefeningen en 2 speedoefeningen.
- Freestyles: 
  - Double dutch team freestyle (4 skippers)
  - Double dutch single freestyle (3 skippers)
  - Single rope team freestyle (4 skippers)
  - Single rope pair freestyle (2 skippers)
- Speed: 
  - Double dutch relay speed (4x30s)
  - Single rope relay speed and double unders (4x30s)

Bij de mini's voert men enkel single rope uit:
- Single rope pair freestyle (2 skippers)
- Single rope single freestyle (1 skipper)

### Jurering

#### Speed
Tijdens de speedproeven tellen 3 juryleden de sprongen uitgevoerd met de rechtervoet. De linkervoet wordt niet geteld omdat de skippers een snelheid halen van 5 à 6 sprongen per seconde en bijna niet te tellen is. Als je tijdens het springen zelf wilt weten hoeveel ze al hebben is er sinds 2010 een scherm dat rechtstreeks in verbinding staat met een teller van elk veld waar een springer staat.

#### Freestyles
Freestyles worden gejureerd door verschillende type juryleden. Elke type jurylid heeft zijn taak en jureert een bepaald aspect van de freestyle.
- Hoofdjury: Dit jurylid zorgt voor de tijdsregistratie en controleert de andere juryleden op hun jurering. Bij extreme verschillen in de punten kan de hoofdjury beslissen om de jury samen te roepen om te beraadslagen. Ook dient de hoofdjury de ruimtebestraffingen te bepalen. Indien een skipper buiten het voorziene veld springt, trekt de hoofdjury punten af.
- Creativity type A: Dit jurylid bekijkt de creativiteit van de freestyle en meer bepaald op het vlak van muziek, originaliteit, ruimtegebruik, springtechniek, wow-factor en plezier.
- Creativity type B: Dit jurylid bekijkt de verscheidenheid van de freestyle.
- Creativity type C: Dit jurylid bekijkt of er voldoende ritmeverandering en richtingsverandering in de freestyle zit.
- Creativity assistent: Dit juryled jureert enkel tijdens teamcompetitie en bekijkt de interactie binnen het team.
- Difficulty: Deze juryleden bekijken de moeilijkheidsgraad van de freestyle. Er zijn telkens 4 difficulty juryleden aanwezig.

## Federaties
| Wereld    | International Jump Rope Union (IJRU)         |
| Europa    | European Rope Skipping Organisation (ERSO)   |
| België    | Gymnastiekfederatie Vlaanderen (Gymfed)      |
| Nederland | Nederlandse Rope Skipping Organisatie (NRSO) |